# Hochalpsee
Hochalpsee är en sjö i Österrike.   Den ligger i distriktet Bregenz och förbundslandet Vorarlberg, i den västra delen av landet, 500 km väster om huvudstaden Wien. Hochalpsee ligger 1 974 meter över havet.
Trakten runt Hochalpsee består i huvudsak av gräsmarker. Runt Hochalpsee är det ganska tätbefolkat, med 52 invånare per kvadratkilometer.